# Pławanice
Pławanice – wieś w Polsce położona w województwie lubelskim, w powiecie chełmskim, w gminie Kamień.
| SIMC    | Nazwa     | Rodzaj    |
| ------- | --------- | --------- |
| 1025670 | Cegielnia | część wsi |

W latach 1973–83 w gminie Chełm. W latach 1975–1998 miejscowość administracyjnie należała do województwa chełmskiego. 
Wieś jest sołectwem w gminie Kamień. Według Narodowego Spisu Powszechnego (III 2011 r.) liczyła 261 mieszkańców i była piątą co do wielkości miejscowością gminy.
Wierni Kościoła rzymskokatolickiego należą do parafii św. Michała Archanioła w Kamieniu. We wsi znajduje się zabytkowy filialny kościół  św. Izydora, wzniesiony w 1828 jako cerkiew unicka. Świątynia ta po likwidacji unickiej diecezji chełmskiej zamieniona została na cerkiew prawosławną, katolikom obiekt przekazano po II wojnie światowej.

## Ludzie związani z Pławanicami
- Stanisław Koguciuk (ur. 1933, zm. 2021) – polski malarz prymitywista[12].